# ベアトリス・ソウザ

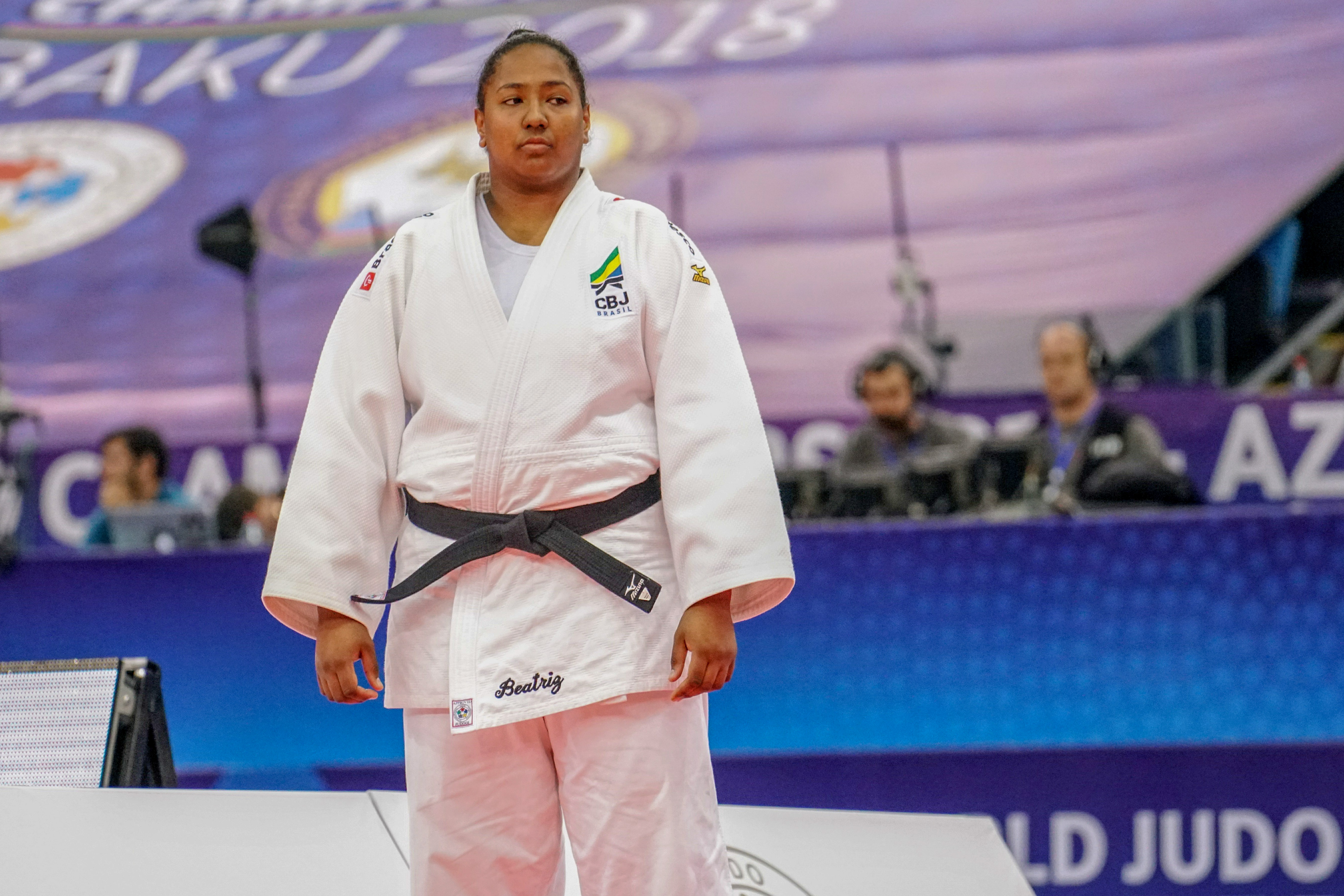
2018年のソウザ

ベアトリス・ロドリゲス・デ・ソウザ（Beatriz Rodrigues de Souza 1998年5月20日- ）は、ブラジル・サンパウロ州ペルイベの柔道選手。階級は78kg超級。

## 人物
2015年の世界カデ70kg超級で3位になった。2017年にはパンナム選手権78kg超級で優勝すると、世界団体でも2位となった。世界ジュニアでは準々決勝で素根輝に腕緘で敗れて3位だった。2018年にはグランドスラム・エカテリンブルグで3位になると、世界ジュニアでは決勝で児玉ひかるに合技で敗れて2位だった。2019年にはパンアメリカン競技大会で3位になると、世界選手権では準々決勝でキューバのイダリス・オルティスに敗れるなどして5位だった。世界団体では3位になった。ミリタリーワールドゲームズで3位になると、グランドスラム・大阪では準々決勝で元世界チャンピオンの朝比奈沙羅を大外巻込で破るも、準決勝でオルティスに敗れて3位だった。2020年のグランドスラム・パリでも3位だった。2021年のパンナム選手権では優勝した。世界選手権では準決勝で冨田若春に敗れたが3位になった。世界団体でも3位になった。しかしながら、東京オリンピック代表にはライバルのマリア・アルテマンが選出されたため出場はならなかった。2022年のパンアメリカン・オセアニア選手権で優勝した。世界選手権では準決勝で冨田に反則勝ちするも、決勝でフランスのロマヌ・ディッコに後袈裟固で敗れて2位だった。2023年の世界選手権では3位だった。2024年のパリオリンピックでは準決勝で地元フランスのディッコを袈裟固で破ると、決勝でイスラエルのラズ・ヘルシュコを技ありで破って金メダルを獲得した。パリオリンピック混合団体では銅メダルを獲得した。2025年の世界選手権では2回戦で敗れた。
IJF世界ランキングは4383ポイント獲得で2位(25/6/2現在)。

## 主な戦績
- 2015年 - 世界カデ　3位(70kg超級)
- 2017年 - パンナム選手権　優勝
- 2017年 - 世界団体　2位
- 2017年 - 世界ジュニア　3位
- 2017年 - グランドスラム・アブダビ　3位
- 2017年 - ワールドマスターズ　5位
- 2018年 - グランプリ・チュニス　2位
- 2018年 - グランドスラム・エカテリンブルグ　3位
- 2018年 - パンナム選手権　2位
- 2018年 - グランプリ・カンクン　3位
- 2018年 - 世界ジュニア　個人戦　2位　団体戦　2位
- 2018年 - グランドスラム・大阪　5位
- 2019年 - グランプリ・トビリシ　2位
- 2019年 - グランプリ・アンタルヤ　2位
- 2019年 - パンナム選手権　3位
- 2019年 - パンアメリカン競技大会　3位
- 2019年 - 世界選手権　5位
- 2019年 - 世界団体　3位
- 2019年 - ミリタリーワールドゲームズ　3位
- 2019年 - グランドスラム・大阪　3位
- 2020年 - ヨーロッパオープン・オディヴェーラス　優勝
- 2020年 - グランドスラム・パリ　3位
- 2020年 -　グランドスラム・ブダペスト　3位
- 2020年 - パンナム選手権　2位
- 2021年 -　グランドスラム・タシケント　2位
- 2021年 -　グランドスラム・トビリシ　3位
- 2021年 - パンナム選手権　優勝
- 2021年 -　グランドスラム・カザン　3位
- 2021年 -　世界選手権　3位
- 2021年 - 世界団体　3位
- 2021年 -　グランドスラム・アブダビ 優勝
- 2022年 -　グランドスラム・テルアビブ　2位
- 2022年 -　パンアメリカン・オセアニア選手権　優勝
- 2022年 - ヨーロッパオープン・リッチョーネ　優勝
- 2022年 -　世界選手権　2位
- 2023年 -　ヨーロッパオープン・ワルシャワ　優勝
- 2023年 -　世界選手権　3位
- 2023年 - パンアメリカン・オセアニア選手権　優勝
- 2023年 -　グランドスラム・バクー　優勝
- 2023年 - パンアメリカン競技大会 3位
- 2023年 - オセアニアオープン・パース　2位
- 2024年 -　グランプリ・リンツ　優勝
- 2024年 -　パンアメリカン・オセアニア選手権　優勝
- 2024年 - パリオリンピック　優勝
- 2024年 -  パリオリンピック混合団体 3位
- 2025年 -　パンアメリカン・オセアニア選手権　優勝
- 2025年 - グランドスラム・アスタナ　5位

(出典、JudoInside.com)